# غاستون كويفاس
غاستون كويفاس (بالإسبانية: Gastón Emiliano Cuevas) هو لاعب كرة قدم أرجنتيني، ولد في 21 فبراير 1993 في Termas de Río Hondo ‏ في الأرجنتين. لعب مع أتليتيكو توكومان.

## وصلات خارجية
- غاستون كويفاس على موقع قاعدة بيانات كرة القدم.إي يو (الإنجليزية)
- غاستون كويفاس على موقع Soccerway.com (الإنجليزية)